# قلعه گیی
قلعه گیی (به انگلیسی: Qalagay) یک منطقهٔ مسکونی در پاکستان است که در خیبر پختونخوا واقع شده‌است.